# (8861) Jenskandler
(8861) Jenskandler – planetoida z pasa głównego asteroid okrążająca Słońce w ciągu 4 lat i 74 dni w średniej odległości 2,6 au. Została odkryta 3 października 1991 roku w Obserwatorium Karla Schwarzschilda w Tautenburgu przez Freimuta Börngena i Lutza Schmadela. Nazwa planetoidy pochodzi od Jensa Kandlera – niemieckiego astronoma amatora. Przed nadaniem nazwy planetoida nosiła oznaczenie tymczasowe (8861) 1991 TF7.